# クライヴ・ウィルソン
ユークリッド・アクラナ・"クライヴ"・ウィルソン（Euclid Aklana "Clive" Wilson、1961年11月13日 - ）は、イングランド・マンチェスター出身の元サッカー選手。ポジションはMF、DF。

## 経歴
マンチェスター・シティFCの下部組織出身。チェスター・シティFCへのローン移籍を経て1984-85シーズンころからスタメンとしてプレーした。1986-87シーズンにチームが2部に降格するとチェルシーFCへと移籍した。しかし1年目の1987-88シーズンにチェルシーも2部に降格した。
1990年にクイーンズ・パーク・レンジャーズFCに移籍。ここでジェリー・フランシスによって左SBにコンバートされるとスタメンに定着し、活躍。1992-93シーズンのプレミアリーグ5位などに貢献した。
1995年にフリーでトッテナム・ホットスパーFCに移籍。QPR時代に続きフランシスの下でプレーした。

## タイトル
トッテナム
- リーグカップ:1998-99